# Westliche Beißschrecke

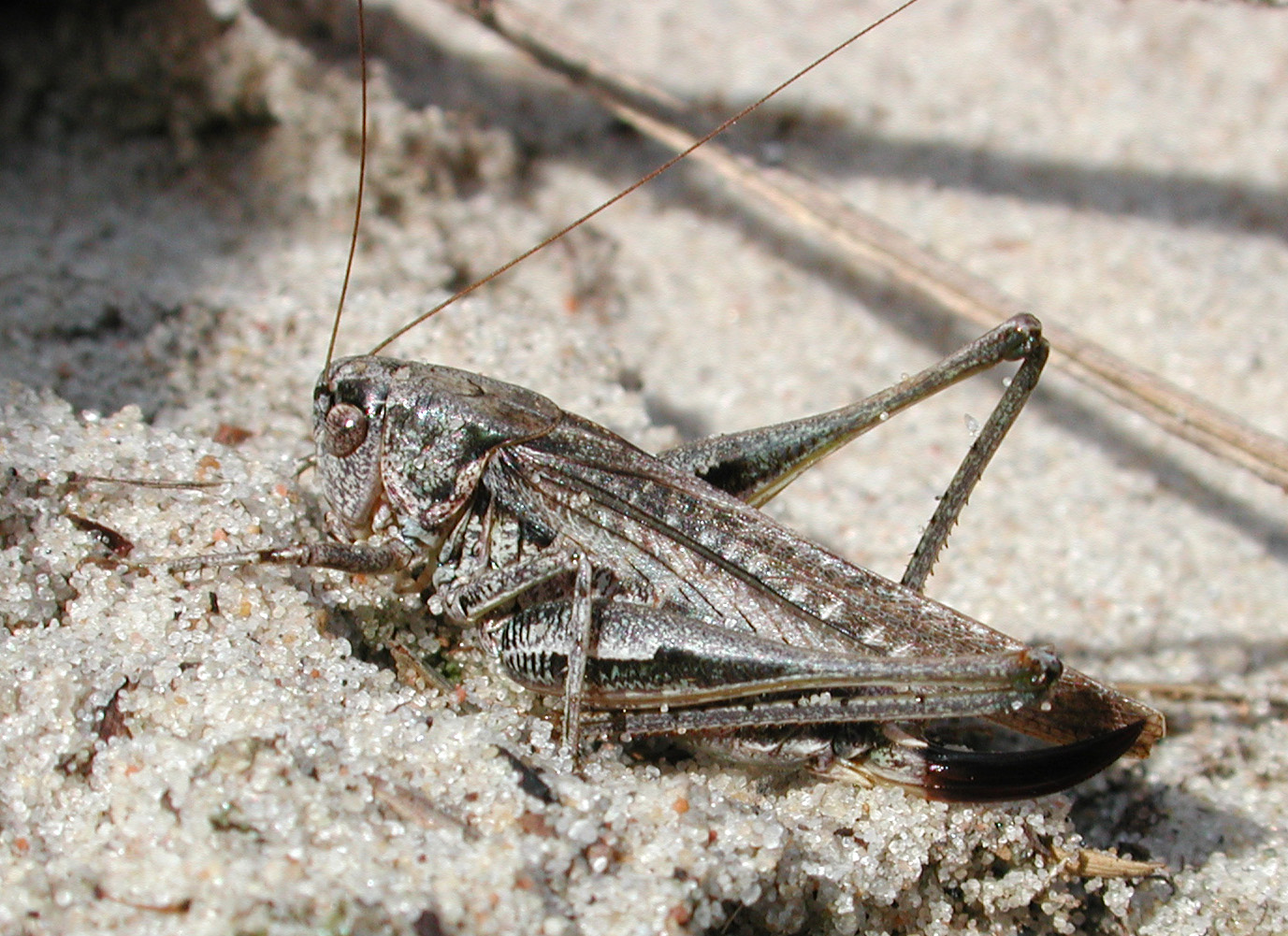
Weibchen

Die Westliche Beißschrecke (Platycleis albopunctata) ist eine Langfühlerschrecke aus der Überfamilie der Laubheuschrecken (Tettigonioidea).

## Merkmale
Die Tiere werden 18 bis 22 Millimeter lang, wobei Weibchen etwas größer als Männchen werden. Adulte Tiere sind braun bis grau gefärbt. Sie sind lang geflügelt und daher gut flugfähig. Die Flügel sind dunkelbraun und weiß gefleckt. An der Kopfoberseite und am Halsschild haben die Tiere meist eine rotbraune bis beige Färbung. Selten finden sich auch grünlich gefärbte Exemplare. Die Legeröhre (Ovipositor) des Weibchens ist etwa 10 Millimeter lang und deutlich nach oben gekrümmt. Die Cerci der Männchen haben kurz vor der Spitze Zähnchen.

## Vorkommen
Die äußerst wärmeliebenden Tiere kommen vor allem in Mittel- und Westeuropa vor. Ihr Verbreitungsgebiet reicht von Portugal und Spanien im Westen bis nach Polen im Osten. Im Norden Deutschlands sind ihre Bestände stark rückläufig, im Süden dagegen sind die Tiere häufig. Sie leben in trockenen, wenig bewachsenen Gegenden, insbesondere an steinigen Südhängen, auf Trockenrasen oder offenen Sandflächen und Stranddünen. Man findet sie von Juni bis September.

## Lebensweise
Die Westliche Beißschrecke ernährt sich von kleinen Insekten und zarten Pflanzenteilen. Die Eiablage erfolgt in trockene Pflanzenstängel oder Mulm. Die tagaktiven Tiere sind bei warmen Temperaturen sehr scheu und bewegen sich flink. Ihr Gesang besteht aus feinen Zirptönen, die normalerweise einen Vers aus vier Tönen bilden. Sind die Tiere wegen hoher Temperaturen aktiv, dauert ein solches „sisi-sisib“ nicht länger als etwa 0,2 Sekunden.

## Gefährdung und Schutz
- Die Rote Liste Deutschlands stuft die Art als ungefährdet ein.[1]